# Ero lodingi
Ero lodingi là một loài nhện trong họ Mimetidae.
Loài này thuộc chi Ero. Ero lodingi được miêu tả năm 1941 bởi Archer.